# Naosz (szentély)

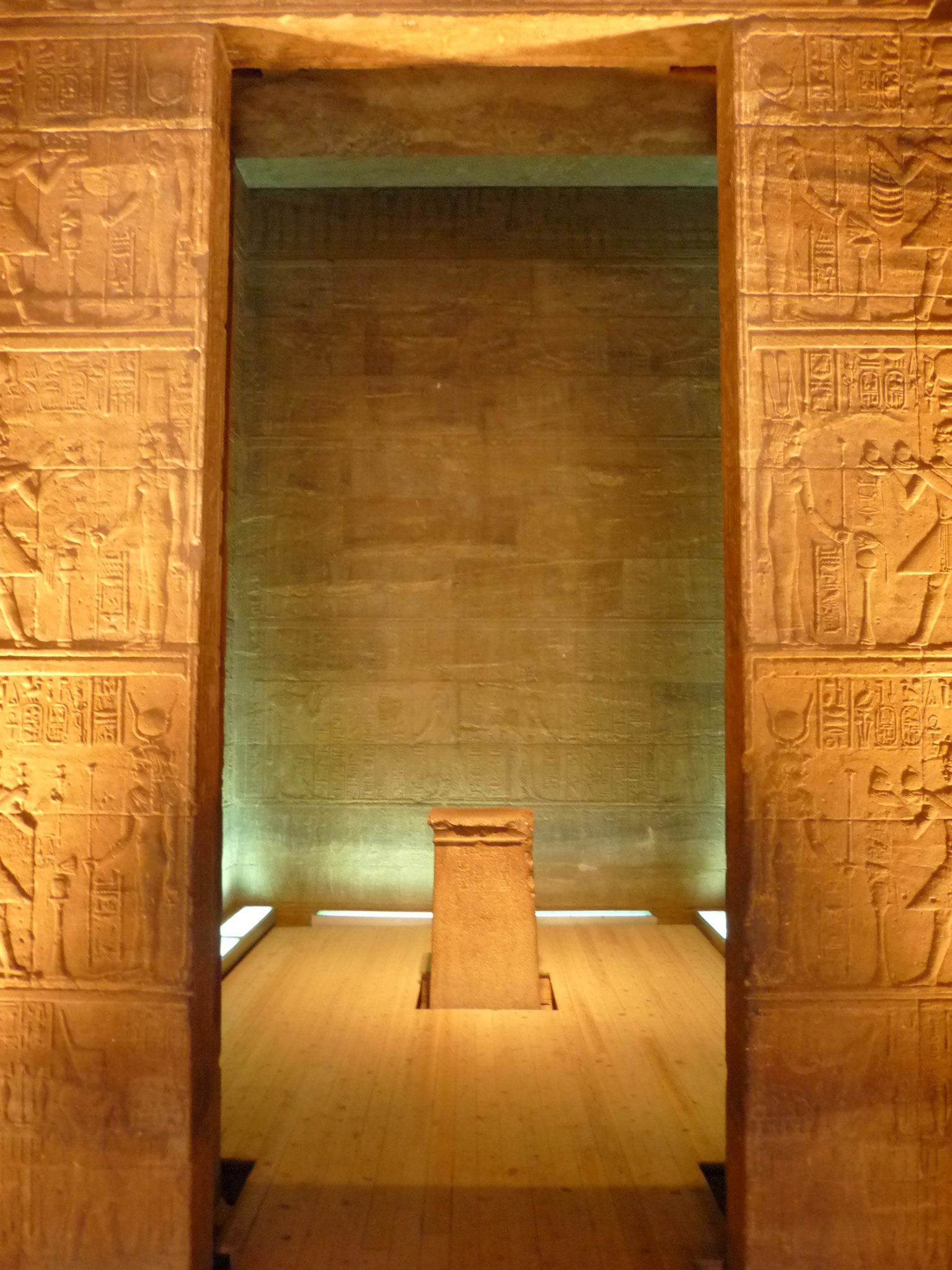
Naosz, Ízisz templom, Philae-sziget, Egyiptom

A naosz az  egyiptomi templomok szentélye, amely rendszerint a templom legbelsőbb helyisége. A naoszban állt az áldozati asztal, vagy a szintén naosznak nevezett szekrény, amelyben rendszerint az isten szobrát tartották
A naosz az egyiptomi templomok minden szempontból legelzártabb része volt: ide csak a kiválasztott személyek: a fáraó, a főpap, és az istenszobor körül szolgálatot teljesítő papok léphettek be, ők is csak a megadott alkalmakkor. A naosz nem csak az emberek, de a fény elől is el volt zárva. Kivételes esetekben, mint Abu Szimbel Nagytemplománál, úgy alakították ki az épületet, hogy az év magadott napján vagy napjain elérhesse a nap fénye, de más napokon az ilyen szentélyek sem kaptak természetes fényt.
A naosz az újbirodalom idején már gazdagon díszített volt. Az előteréül szolgáló, rendszerint a templom hossztengelyére merőleges tengelyű előcsarnok (pronaosz) felől szárnyas napkoronggal díszített átjáró vezetett a szentélybe. A naosz falát a templom főistenét dicsőítő, színesre festett domborművekkel díszítették.
A sziklatemplomoknak, mint Hatsepszut Dejr el-Bahari-i halotti templomának, vagy II. Ramszesz Beit el-Wáli-i templomának szentélyét a sziklába vágták.
Egyes, főleg az Ozirisz-kultusszal kapcsolatos templomokban a szentély mennyezetét boltozatosra alakították ki.
I. Széthi abüdoszi templomának érdekessége, hogy hét szentélye van, Ozirisz, Ízisz, Hórusz, Ámon-Ré, Ré-Harahti, Ptah és a halála után megistenült I. Széthi tiszteletére. Hasonlóan több szentélyt építettek (szám szerint kettőt) a Kom Ombó-i templomban is, de ott a teljes templom kettős építmény, mivel két háromság részére épült.